# Petrijanec
Petrijanec falu és község Horvátországban, Varasd megyében. Közigazgatásilag Donje Vratno, Družbinec, Majerje, Nova Ves Petrijanečka, Strmec Podravski és Zelendvor falvak tartoznak hozzá.

## Fekvése
Varasd központjától 9 km-re északnyugatra a Varasdot a szlovéniai Ptujjal összekötő 2-es számú főút mellett fekszik.

## Története
A római korban itt haladt át az Emonából (Ljubljana) Sirmiumba (Szávaszentdemeter) vezető római út, melynek egyik állomása Aqua Viva a mai Petrijanec területén feküdt.
Az egykori Bán majortól nyugatra eső település első írásos említése még „Plementinovec” néven történt 1398-ban Cillei Herman birtoklevelében. Ekkor a településen még csak néhány ház állt, ahol az ispán és az uradalmi tisztségviselők laktak. A major szolganépének két települése állt a közelben, amelyek közül a régebbit Staro Vesnek, azaz régi helynek hívták. Mivel azonban a lakosság száma nagyon megnövekedett azon a területen, melyet a földesúrtól kaptak, új falut építettek maguknak. A 16. században a Zrínyi Miklós és Székely Lukács vezette török ellenes harcok során Staro Ves leégett, és az itt élők is Novo Vesre, az újabb faluba költöztek.
A 16. század elején Nova Vesen kápolna is épült, amelyet gróf Draskovich János építtetett. A kőből épített kápolnát az 1663-as egyházi vizitáció is megemlíti és az évszázadok során többször is átépítették. Egykor a falu közelében egy Bijeli pilnek nevezett kőoszlop is állt, melyen Szűz Mária a gyermek Jézussal, a Szentháromság, Szent István vértanú és Szent Donát képe függött, és ma a Varasdi Városi Múzeumban látható.
Petrijanec plébániáját 1334. augusztus 4-én említik először, Ivan zágrábi főespesenek a zágrábi káptalan helyzetéről írt levelében, amely Ivan Tkalčićnak a zágrábi püspökség történeti emlékeiről 1874-ben írt művében jelent meg először. Ebben a szerző a varasdi főesperesség 12 plébániáját sorolja fel, köztük a butinai Szent Péterről nevezett plébániát is. A település akkori neve ugyanis Butina volt. 1440 és 1638 között az egyházi irodalom a plébániáról megállapítja. hogy az ebben az időben megszűnt. Területe ekkor a vinicai plébániához tartozott. Az 1638-as egyházi vizitációból arra következtethetünk, hogy a plébániát egy évvel korábban, 1637-ben alapították újra. A mai egyházközség területéből azonban Strmec és Nova Ves még 1696-ig Vinicához tartozott. A Szent Péter és Pál apostolok tiszteletére szentelt plébániatemplom a 17. század első felében épült fel a korábbi templom helyén. A templomot az 1776. augusztus 22-i nagy földrengés súlyosan megrongálta, úgyhogy csak a Szent Rozália-kápolna maradt épen. Ezután húsz évig itt mutatták be a szentmiséket. Az új, ma is működő plébániatemplomot 1796-ban építették fel, és a kórus felett olvasható emléktábla szerint 1822-ben szentelte fel Josip Žalec általános püspöki helynök Szent Péter és Pál tiszteletére.
A falu 1920-ig Varasd vármegye Varasdi járásához tartozott. 2001-ben a községnek 4994, a falunak 1464 lakosa volt.

## Nevezetességei
- Szent Péter és Pál apostolok tiszteletére szentelt római katolikus plébániatemploma[2] 1796-ban épült. Legértékesebb műtárgyai Szent Lukács és Szent Márk evangélista, valamit Szent Péter és Pál apostolok szobrai, melyeket még templomot sújtó tűzvészből mentettek meg. A főoltárkép 1867-ben Bécsben készült. Jézus átadja a mennyország kulcsait Szent Péternek. A főoltár melletti Szent Rozália-kápolna a régi templom épen maradt része. A templomnak még a Lourdes-i Szűzanya és Szent Pál tiszteletére szentelt oltárai vannak. A toronyban levő három harangot 1938-ban Ljubljanában öntötték.
- A plébánia épülete 1800 körül épült.
- A régi községháza,[3] mely közel a plébániatemplomhoz, az iskolához és más középületekhez található, a 18. század második felében épült. Egy alacsony, földszintes ház, mely tört kőből épült. Belső elrendezése a zagorjei faházakra jellemző. Sajátos kialakítása egyedivé teszi és eltér minden vidéki önkormányzati épülettől.
- Szent Flórián-oszlopot[4] a helyiek építették 1832-ben a tűzvészek elleni védelem jeleként. Az oszlop a központban, a főtéren, a templom és a városháza közelében található. A négyszögletes talapzat, amelyre az oszlopot helyezték, kőből készült, rajta a szent színesre festett szobrával. Az oszlopon minden oldalon Flóriánt ábrázoló domborművek találhatók. A Szent Flórián-szobor egy nagy kőszobor, mely Flóriánt római harcos ruházatában ábrázolja, rusztikusan formázott és hangsúlyos arcvonásokkal. Jobb lába mellett egy lángokban álló ház modellje látható, amelyre a szent vizet önt.
- A Szent György-szobor[5] az talapzatába vésett évszám szerint 1764-ben készült. A talapzaton az évszámon kívül Szent Flórián, Szent Márk és egy ismeretlen szent ábrázolása látható. A talapzatot növényi indák, akantuszok és kagylók ábrázolása díszíti. A déli oldalon egy kő talapzaton napóra látható. A szobor, mely a sárkány megölését ábrázolja rendkívül értékes példája a barokk kőszobrászatnak. Szent Györgyöt lovasként ábrázolják, aki a jobb kezében lándzsát tart, és a ló lába alatt heverő sárkány átszúrására készül. Mind a sárkány, mind a lovas ügyesen modellezett, barokk vonásokkal rendelkezik. A szobor polikróm, és felülről bádogtető védi.
- A Szenvedő Krisztus-oszlop[6] Petrijanec elhagyása után az út menti területen helyezkedik el. Az egyik legszebb fennmaradt barokk oszlop ezen a területen, amelyen a Szenvedő Jézus képe látható. A szobrot egy kőtalapzatra helyezték, amelyen az oszlop építésének bevésett éve mellett (1737) három oldalon domborművek ábrázolják Szent Flóriánt, Szent Pétert és Szent Antalt, a hátulján pedig egy pelikán ábrázolása látható. A szobor Jézust ülő helyzetben ábrázolja, arcát jobb kezével megtámasztva, baljában pedig valaha nádat tartott.
- A régi iskola épületét[7] 1868-ban építtette Bombelles Ferdinanda grófnő. Egyemeletes klasszicista épület, téglalap alaprajzzal. Az épület a falu terén, a település legrégebbi részén a plébániatemplom, a községháza és más középületek közelében található. A főhomlokzat a térre néz, és az épület teljes magasságában egy középső rizalit tagolja.
- A népi építészet helyi emlékei
- Aqua Viva régészeti lelőhely római emlékekkel (temető, római út, pénzérmék lelőhelye)